# MTV Hard Rock Live
MTV Hard Rock Live es el segundo álbum en vivo de la banda Simple Plan, lanzado el 4 de octubre del 2005, bajo los sellos discográficos Lava Records y Atlantic Records.

## Lista de canciones
1. "Shut Up!" – 4:18
2. "Jump" – 4:32
3. "The Worst Day Ever" – 4:20
4. "Addicted" – 4:14
5. "Me Against the World" – 3:46
6. "Crazy" – 4:58
7. "God Must Hate Me" – 4:02
8. "Thank You" – 5:39
9. "Welcome to My Life" – 4:52
10. "I'm Just a Kid" – 5:07
11. "I'd Do Anything" – 4:44
12. "Untitled (How Could This Happen to Me?)" – 4:23
13. "Perfect" – 5:45
14. "Crazy (Acoustic Version)" (Bonus Track) – 3:55
15. "Welcome to My Life (Acoustic Version)" (Bonus Track) – 3:35
16. "Perfect (Acoustic Version)" (Bonus Track) – 4:06
17. "Promise (Live)" (Japanese Bonus Track)

Los bonus tracks, a excepción de "Crazy (Acoustic Version)", están disponibles en la edición deluxe.

## Versiones
En el 2005, Simple Plan lanzó un álbum en vivo, MTV Hard Rock Live el que contiene canciones de sus dos álbumes previos. El álbum vino en dos versiones diferentes - una versión estándar, y una edición para fanes. La edición estándar incluye un audio completo de la presentación, una versión acústica de Crazy, dos videos de la presentación de las dos primeras canciones, Jump y Shut Up!, y un folleto con fotografías de la presentación. La edición para fanes contiene el audio y video de la presentación completa, tres tracks acústicos de Crazy, Welcome to My Life, y Perfect, un libro del tour de 32 páginas, y un parche y pin exclusivo de Simple Plan.

## Posiciones
| Gráfico(2005)                  | Pico de posición |
| ------------------------------ | ---------------- |
| Australia (ARIA)               | 28               |
| Suiza (Schweizer Hitparade)    | 84               |
| Estados Unidos (Billboard 200) | 119              |